# Maculotriton serriale
Maculotriton serriale é uma espécie de gastrópode do gênero Maculotriton, pertencente a família Muricidae.